# Dacosta Goore
Akès da Costa Goore (Costa de Marfil, 31 de diciembre de 1984) es un exfutbolista marfileño.

## Trayectoria
Goore comenzó su carrera en el RFC Daoukro, antes de pasar al club ASEC Mimosas de Costa de Marfil en 2003. Jugó con ASEC Mimosas durante cinco años. Goore firmó un contrato con el FC Luch Vladivostok en enero de 2008. Después de medio año y quince partidos, abandonó el club y firmó en agosto del mismo año con el Football Club Moscú.
El 12 de marzo de 2015, Goore fichó por JK Narva Trans.

## Carrera internacional
Goore representó a la selección de fútbol sub-20 de Costa de Marfil en la Copa Mundial de Fútbol Sub-20 de 2003.